# Zamek Tisovec
Zamek Tisovec (słow. Hrad Tisovec, Tisovský hrad, Tisovecký hrad) – dawny zamek obronny, usytuowany na górze Hradová (887 m n.p.m.) nad miastem Tisovec, w historycznej krainie Gemer na Słowacji.
Zbudowany został prawdopodobnie w drugiej połowie XIII w. na miejscu starszego gródka – być może jeszcze drewnianego, zniszczonego podczas najazdu tatarskiego. Był niewielki i zapewne takie też było jego znaczenie, bowiem znamy niewiele faktów z jego dziejów. W 1334 r. właścicielem zamku i miasteczka Tisovec był László, arcybiskup Kalocsy, a następnie Tomasz  Széchy (z Sečoviec). W połowie XV w. zamek zajęły wojska Jana Jiskry, od których uwolnił go król Maciej Korwin. W drugiej połowie XVI w. zarówno miasteczko jak i zamek dostały się we władanie imperium osmańskiego. Po wyparciu Turków z Gemeru (w 1593 r.) zamek utracił swoje znaczenie obronne i kolejni właściciele przestali się o niego troszczyć. Pod koniec XVII w., po zdławieniu powstania Thökölyego, wojska cesarskie tak dokładnie zburzyły zamek, że do dziś zachowały się po nim jedynie słabo czytelne resztki fundamentów, a o jego wyglądzie nic nie potrafimy powiedzieć.
Do pozostałości zamku można dojść żółto znakowanym  szlakiem turystycznym z Tisovca.